# Bryan Heynen
Bryan Heynen (Genk, 6 febbraio 1997) è un calciatore belga, centrocampista e capitano del Genk.

## Caratteristiche tecniche
Mediano, può giocare anche come interno di centrocampo.

## Carriera

### Club
Ha debuttato il 25 luglio 2017 contro OH Leuven ed è diventato capitano a partire dalla stagione 2020-2021.

### Nazionale
Nel 2013 ha giocato alcune partite nella nazionale belga Under-16; successivamente ha giocato anche nella nazionale belga Under-21.
Il 14 marzo 2025 viene convocato per la prima volta in nazionale maggiore, con cui ha esordito nove giorni dopo nel successo per 3-0 contro l'Ucraina.

## Statistiche

### Cronologia presenze e reti in nazionale
| Cronologia completa delle presenze e delle reti in nazionale ― Belgio | Cronologia completa delle presenze e delle reti in nazionale ― Belgio | Cronologia completa delle presenze e delle reti in nazionale ― Belgio | Cronologia completa delle presenze e delle reti in nazionale ― Belgio | Cronologia completa delle presenze e delle reti in nazionale ― Belgio | Cronologia completa delle presenze e delle reti in nazionale ― Belgio | Cronologia completa delle presenze e delle reti in nazionale ― Belgio | Cronologia completa delle presenze e delle reti in nazionale ― Belgio |
| Data                                                                  | Città                                                                 | In casa                                                               | Risultato                                                             | Ospiti                                                                | Competizione                                                          | Reti                                                                  | Note                                                                  |
| --------------------------------------------------------------------- | --------------------------------------------------------------------- | --------------------------------------------------------------------- | --------------------------------------------------------------------- | --------------------------------------------------------------------- | --------------------------------------------------------------------- | --------------------------------------------------------------------- | --------------------------------------------------------------------- |
| 23-3-2025                                                             | Genk                                                                  | Belgio                                                                | 3 – 0                                                                 | Ucraina                                                               | UEFA Nations League 2024-2025 - Play-off                              | -                                                                     | 90’                                                                   |
| Totale                                                                |                                                                       | Presenze                                                              | 1                                                                     |                                                                       | Reti                                                                  | 0                                                                     |                                                                       |

## Palmarès

### Club

#### Competizioni nazionali
- Campionato belga: 1

Genk: 2018-2019
- Coppa del Belgio: 1

Genk: 2020-2021
- Supercoppa del Belgio: 1

Genk: 2019